# Distrito de Picsi
El distrito de Picsi es uno de los veinte que conforman la provincia de Chiclayo, ubicada en el departamento de Lambayeque, en el Norte de Perú.

## Historia

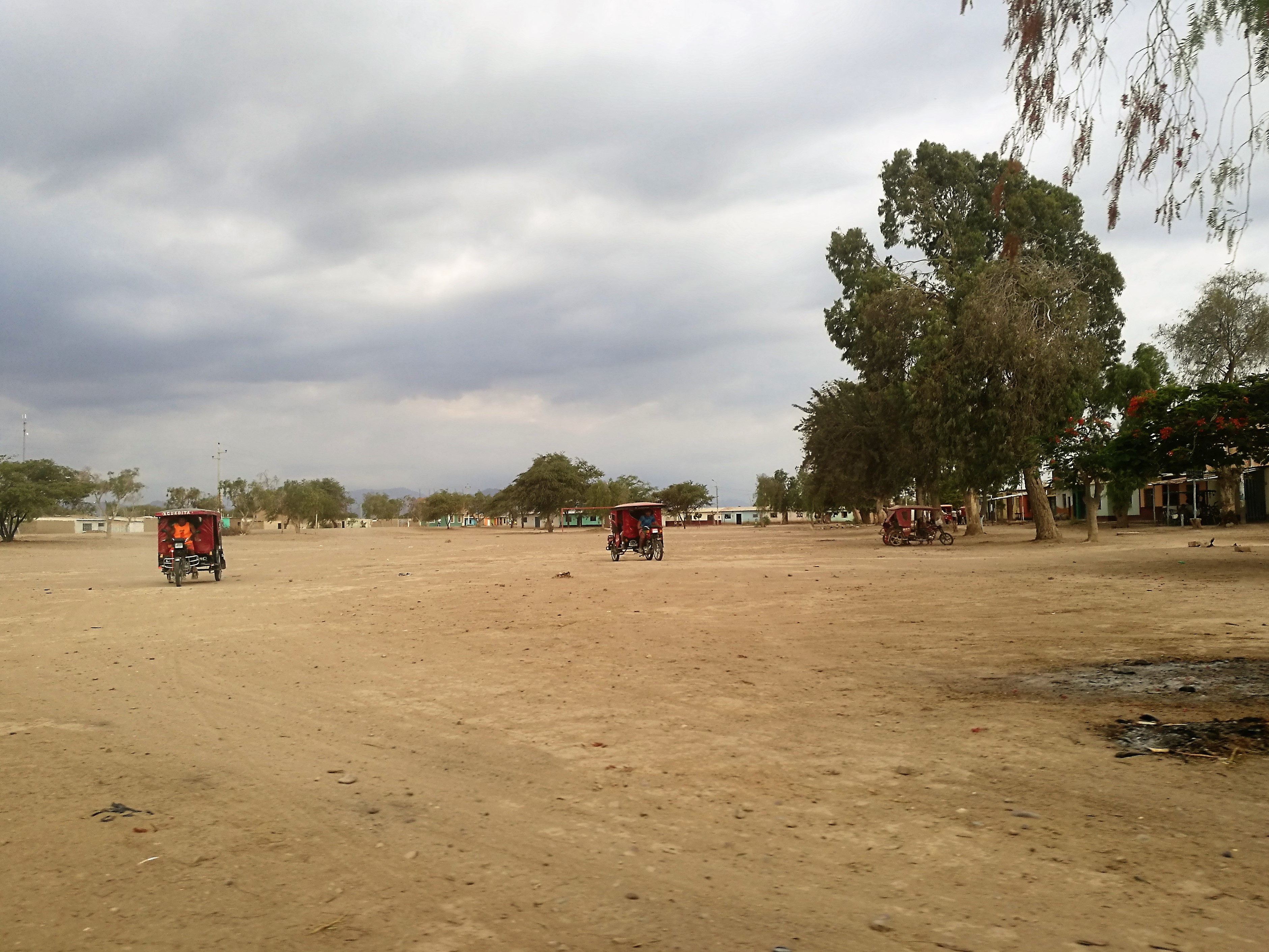
La plaza Mayor de la localidad de Capote con mototaxis

Picsi, es un distrito de la provincia de Chiclayo del departamento de Lambayeque y su creación política data de 1823 por el Libertador Simón Bolívar, fecha histórica que fue ratificada por acuerdo municipal Nª 013-91. 
En 1999 Los historiadores e investigadores encontraron en el pueblo de Picsi, restos arqueológicos que datan de más de 500 años a. C., los cuales determinan que en esta zona existió una fastuosa cultura que formaba parte del cacicazgo de Cinto y la comunidad se llamaba San Miguel de Farcape; característica ancestral que lo convierte en un distrito de rico potencial turístico, que nos proponemos explotarlo teniendo en cuenta por su ubicación dentro del corredor turístico lambayecano.
Picsi, también tiene un historial muy digno de resaltar, más aún si para la población tiene carácter enigmático. Muchos investigadores sociales se han ocupado de Picsi aunque en forma breve, de los cuales podemos informar a continuación. Picsi fue un agrupamiento poblacional desde la época de Cinto y Collique, aunque con poca apariencia de pueblo, pero marcó el lugar donde más tarde los españoles fundaron el pueblo de San Miguel de Picsi; que es el mismo que aparece registrado en 1593, que más tarde el 6 de noviembre de 1641, es donado por su propietaria, doña Juana de Carvajal, al Colegio de Trujillo.
Picsi es el pueblo que después de ser un pequeño agrupamiento poblacional, es reforzado por los pobladores salvados del desastre de la “Pequeña Potosí” – Zaña, con los que constituye un pueblo más consistente. Luego, en este mismo año es azotado por la epidemia repelusa; de no haberse presentado esta epidemia aún conservaría su lugar de origen es decir todavía estuviera en lo que hoy es San Miguel.
El distrito de Picsi fue creado el 12 de noviembre de 1823 por Decreto Presidencial, Picsi es un ancestral distrito cuya población capital se ubica al noreste de la Provincia de Chiclayo, a 8.5 km. y a igual distancia de la provincia de Ferreñafe, con una población aproximada de 11260 habitantes, poblando lugares como Capote, san Miguel, San José, Florida y zonas rurales.
Sobre la base de la información recopilada del círculo de Estudios “Jorge Basadre” de nuestra localidad, en el año 1991, el alcalde de aquel entonces, Víctor M. Niño Farro, emite la Resolución Municipal N.º 013.-91-MDP, en la que se establece como fecha de creación política del Distrito de Picsi, el 12 de noviembre de 1823 y adopta la escritura Picsi con “CS”, igualmente se oficializó la creación de los símbolos distritales como escudo, bandera e himno, mediante el Acuerdo Municipal N.º 067-91-CMP del 18 de septiembre de 1991.
En la actualidad, Picsi es un distrito que a pesar de estar ubicado entre dos provincias y contar con sus servicios, tiene un alto índice de desocupación, y por ende, el índice de pobreza también es alto; sin embargo, FONCODES en el nuevo mapa de pobreza Distrital 2006, categoriza a Picsi como Distrito Pobre , lo que ha originado que el Gobierno Central no programe la necesaria ayuda económica ni logística para obras de desarrollo en el empobrecido distrito, al que la distritalización de las empresas azucareras empobreció más.
Desde el punto de vista jerárquico de la Iglesia católica, forma parte de la Diócesis de Chiclayo.

## Geografía

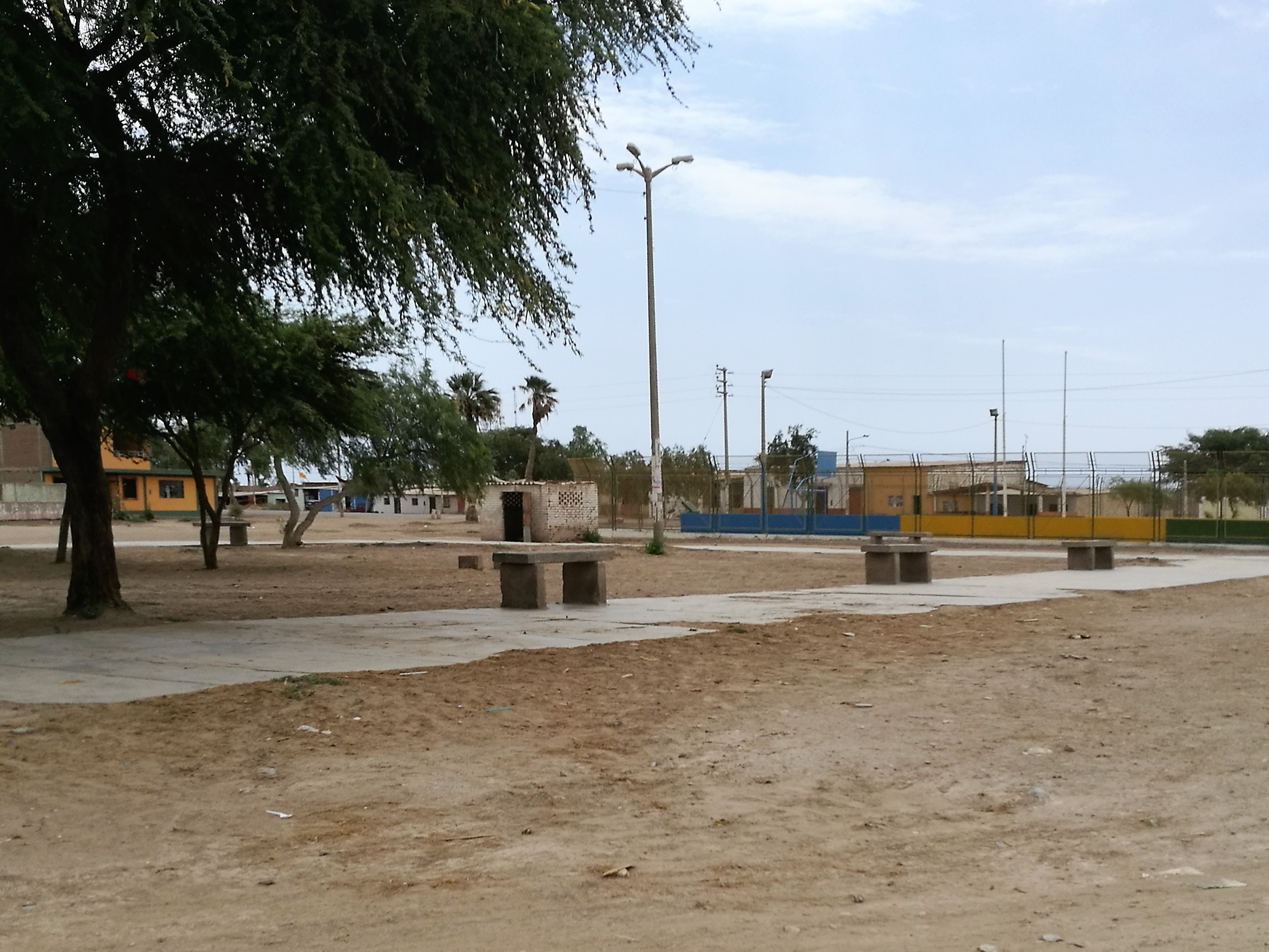
Plaza y pista deportiva de Capote, en el distrito de Picsi

Su extensión territorial era de 172,59 km² de los cuales se desmembraron varios distritos, hoy llega su área a 56,92  km².

### Relieve
Es llano, presentando fértiles tierras aptas para el cultivo. Hay algunas elevaciones como las del cerro San José.

### Clima
Es cálido templado y seco, durante el verano suelen caer pequeñas precipitaciones.
Los vientos son moderados.

### Recursos naturales
Sus suelos ideales para el cultivo contribuyen de gran manera a la agricultura de la región.
Su flora es propia de lugares húmedos, asimismo hay bosques de algarrobo, zapote (Pouteria sapota) y huarango.
Su fauna está formada por ratas, ratones, mucas, zorros, palomas, guardacaballos, garzas, gallaretas, gallinazos, cernícalos y halcones, además de una gran variedad de insectos.

## Demografía

### Centros poblados

#### Urbanos
- Picsi (9 451 hab.)[2]
- Capote (1 802 hab.)

#### Rurales
- San Miguel (462 hab.)
- El Faicalito (208 hab.)
- Horcon I (157 hab.)
- Horcon II (155 hab.)
- San José (141 hab.)

#### Caseríos
- Rio II (91 hab.)
- Rio I (79 hab.)
- San Juan (79 hab.)
- El Mango (62 hab.)
- El Médano (54 hab.)
- Cartagena (51 hab.)

## Capital
La ciudad de Picsi se encuentra ubicada en el valle Chancay, formado básicamente por los antiguos conos de deyección del río Taymi y numerosas acequias. En la actualidad la ciudad está ubicada en lo que fue una laguna, lo que ha originado la formación de un manto superficial de un material arenoso limoso arcilloso, material de desecho, raíces de vegetación y material orgánico

## Autoridades

### Municipales
- 2022 - 2026[3]
  - Alcalde: Juan Coronado Sanchez, de Acción Popular.
  - Regidores:

  1. Julio Damián Espino (Acción Popular)
  2. Pablo Castillo Aquino (Acción Popular)
  3. Percy Urrutia Medina (Acción Popular)
  4. Marialejandra Rázuri Yamunaqué (Acción Popular)
  5. Gloria Alarcón Ochoa (Acción Popular)

Alcaldes anteriores
- 2015-2018:[4] Juan Francisco Casiano Díaz, del Movimiento independiente Fuerza Picsi (FP).
- 2011 - 2014: Ángel Alfredo Díaz Barturen, del Partido Aprista Peruano (PAP).[5]
- 2007 - 2010: Jorge Humberto Pizarro Castañeda.

### Policiales
- Comisaría 
  - Comisarioː Teniente PNP Ronald Raymondi Medrano.[6]

## Atractivos turísticos

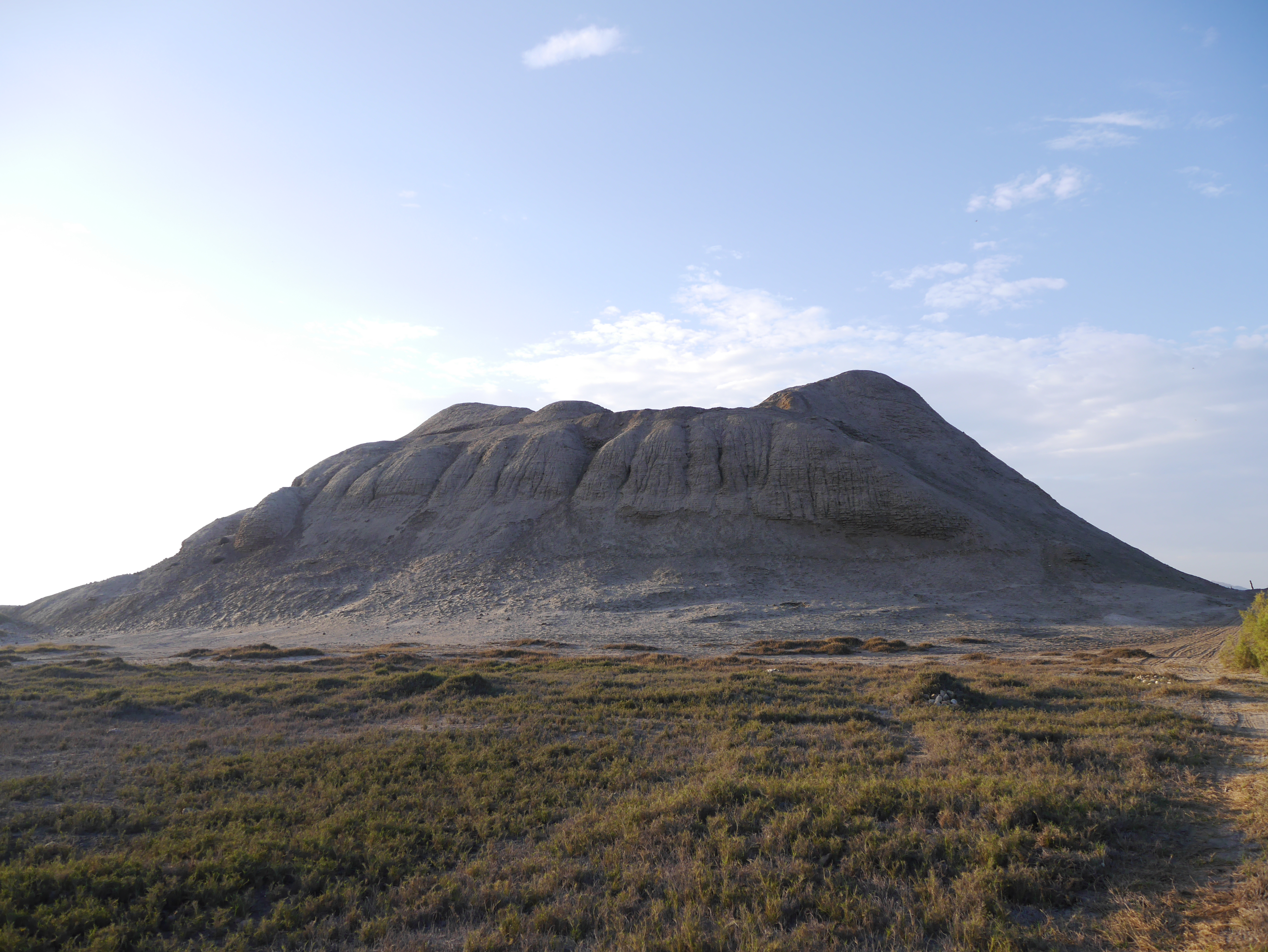
Huaca Dos Cabezas

En lo que se refiere al turismo se cuenta con los posibles potenciales turístico: Picsi,  tierra del Señor de Alcan y de sus ferias artesanales, cuenta con mitos y creencias tales como el curanderismo y los brujos.

### Sitios arqueológicos
Huacas y sitios arqueológicos de Picsi
- Huaca Alcán.
- Complejo El Cementerio.
- Huaca Temoche.
- Huaca Cacique.
- Huaca Dos Cabezas.

Actualmente; como medio para fomentar el turismo se están realizando expoferias mensuales para mostrar la artesanía, gastronomía propias del distrito y de esta manera generar ingresos para sus pobladores.